# Nya Kirby
Nya Kirby, né le 31 janvier 2000 à Islington, est un footballeur anglais qui évolue au poste de milieu de terrain à Crystal Palace.

## Biographie

### En équipe nationale
Avec les moins de 17 ans, il participe à la Coupe du monde des moins de 17 ans en 2017. Lors du mondial junior organisé en Inde, il joue six matchs. Il délivre une passe décisive face à l'Irak en phase de groupe. Les Anglais sont sacrés champions du monde en battant les Espagnols en finale.

## Palmarès

### En sélection
- Vainqueur de la Coupe du monde des moins de 17 ans en 2017.